# Ollheim
Ollheim ist ein ländlich geprägter Ort in der Gemeinde Swisttal im nordrhein-westfälischen Rhein-Sieg-Kreis. Am 11. Januar 2023 hatte er 805 Einwohner. Ortsvorsteher von Ollheim ist Paul Bison (CDU).

## Geografie
Ollheim liegt linksrheinisch etwa 15 Kilometer von Bonn entfernt zwischen Eifel und Vorgebirge an der Bundesautobahn 61 zwischen den Ortschaften Miel, Ludendorf, Dünstekoven, Straßfeld (Gemeinde Swisttal) und Dom-Esch (Stadt Euskirchen). Zum Ortsteil und zur Gemarkung Ollheim gehört auch der südwestlich gelegene Weiler Mömerzheim.

## Geschichte
Ollheim ist über 900 Jahre alt. Als die Franken im 4./5. Jahrhundert n. Chr. die Römer aus dem Rheinland vertrieben und Chlodwig I. (ca. 500 n. Chr.) und weite Teile seines Volkes zum Christentum übertraten, wurden zahlreiche Kirchen dem hl. Martin geweiht, da dieser der Lieblingsheilige der fränkischen Hausmeier und Könige war. Auffallend ist dabei das häufig vorkommende Martinspatrozinium im Bezirk Rheinbach, was auf eine fränkische Königsvilla in der Nähe von Kirchheim zurückgeführt wird. Von diesem Schloss der Franken aus, das sonst Hockebur heißt, wurden die meisten der Martinskirchen um Rheinbach gegründet. Auch das Patrozinium des hl. Martinus in Ollheim weist in die fränkisch-merowingische Zeit, da Ollheim auf dem Gebiet der Königsvilla Hockebur lag. Die Kirche war ursprünglich eine Gutskapelle und das Patronat der Kirche wurde noch lange in Verbindung mit diesem Hof vergeben. Die alte Kirche vor 1907 hatte noch deutliche Reste eines alten romanischen Pfeilerbaues.
In dem Buch Die Pfarreien der Dekanate Meckenheim und Rheinbach von Dr. Heusgen heißt es dazu: „Das fränkische Königsgut bei Kirchheim umgibt ein Kranz von Martinskirchen, die uns zugleich den Umfang des Bezirkes dieser königlichen Villa erkennen lassen, nämlich die Kirchen zu Kirchheim, früher sicher auch Flamersheim, Hilberath, Rheinbach, Ipplendorf, Ollheim, Esch, Euskirchen, Stotzheim.“
Urkundliche Erwähnungen finden sich u. a. für die Jahre um 1270, die zumeist in Zusammenhang mit der Abtei Siegburg stehen, zu deren Besitz Ollheim zu dieser Zeit gehörte.
Als 1798 das Rheinland von den Franzosen in vier Departements (Rur/Roer, Rhein-Mosel, Saar und Donnersberg) aufgeteilt wurde, entstand als unterste Verwaltungseinheit (Departements waren unterteilt in Arrondissements/etwa Regierungsbezirke, diese wiederum in Cantone/etwa Kreise und diese wieder in Mairien/Bürgermeistereien) in diesem Gebiet die „Mairie d’Ollheim“, in preußischer Zeit dann Bürgermeisterei Ollheim. Nach dem Abzug der französischen Besatzungstruppen infolge des Zusammenbruchs des napoleonischen Reiches 1814 wurde das katholisch geprägte Rheinland beim Wiener Kongress dem protestantischen Preußen zugesprochen. Am 20. April 1816 kam es zur Gründung des Kreises Rheinbach u. a. mit der Bürgermeisterei Ollheim, zu der elf Dörfer, vier Weiler, zehn Höfe, zehn Kirchen, Bethäuser und Kapellen, 798 Privatwohnhäuser sowie zwölf Mühlen, 20 öffentliche Gebäude und 1162 Scheunen und Ställe gehörten.
Am 1. Oktober 1932 kam es zur Auflösung des Landkreises Rheinbach und der Aufteilung des Gebietes auf die Landkreise Euskirchen und Bonn.
Durch die Neugliederung des Raumes Bonn/Siegburg kam es am 1. August 1969 zur Bildung der Gemeinde Swisttal aus den vorher zum Amt Ludendorf (vor 1961: Amt Ollheim) gehörenden Ortschaften und der Gemeinde Straßfeld (damals im Landkreis Euskirchen).

## Kirchliche Einteilung

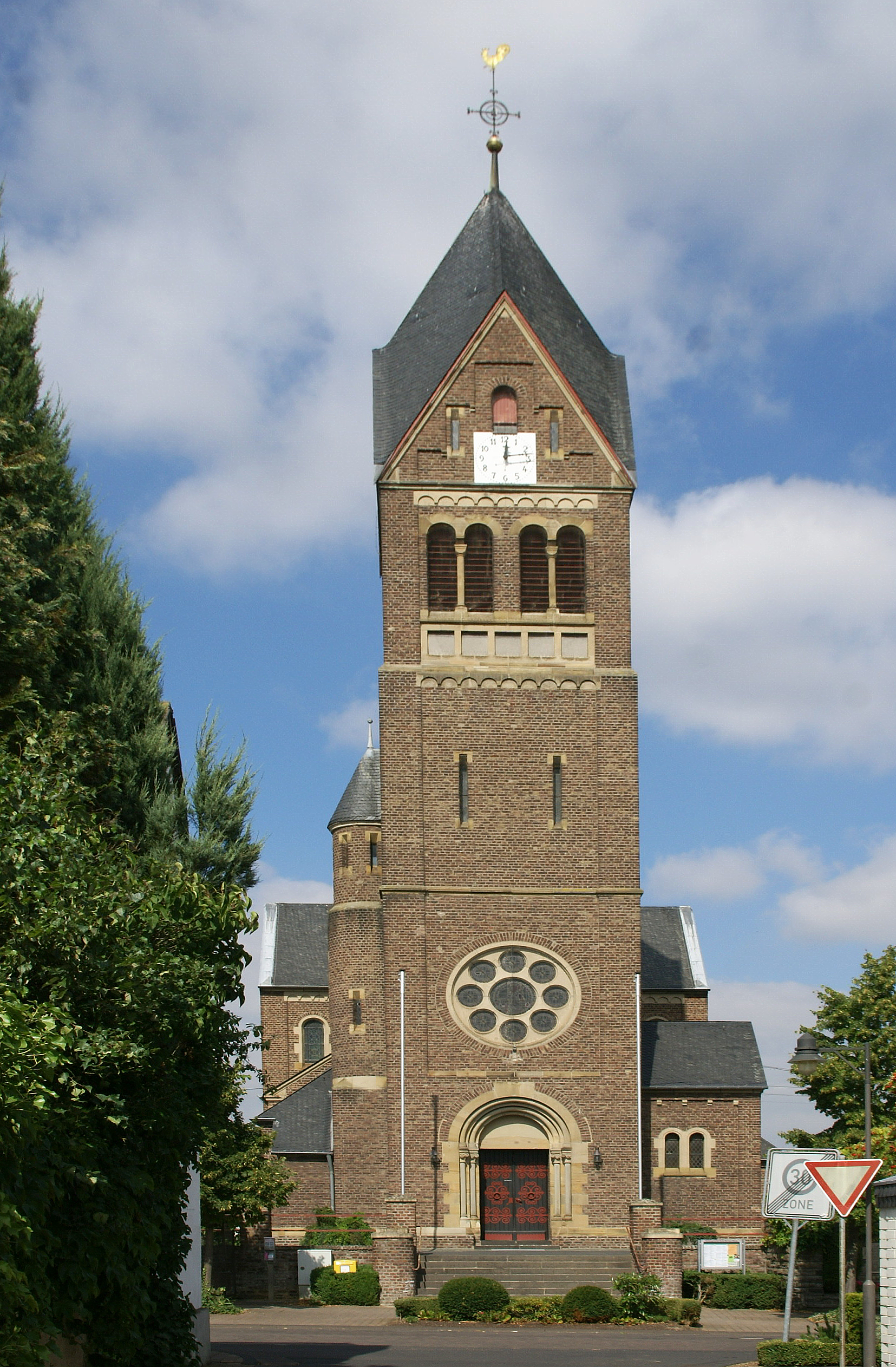
St. Martin in Ollheim

In Ollheim gibt es eine katholische Kirche, die dem heiligen Martin von Tours geweiht wurde und die durch den vorher bestehenden Kirchenbau in ihrem Ursprung auf die fränkisch-merowingische Zeit hinweist. Die bestehende Kirche wurde um 1906/07 in neuromanischem Stil errichtet und 1974/75 renoviert.
In St. Martinus steht eine historische Orgel, die 1767/68 von dem Orgelbauer Christian Ludwig König erbaut wurde. Das Instrument stand zunächst in einem Damenstift in Schillingskapellen, und kam erst zu Beginn des 19. Jahrhunderts nach Ollheim. Das Instrument ist weitgehend original erhalten. 1948 wurden zwei Register ersetzt. 1961–1963 wurde es von dem Orgelbauer Klais (Bonn) restauriert, und in diesem Zuge wurde in dem (angehängten) Pedal (C-f0) ein Subbass 16' aufgestellt. Das Instrument hat 9 Register auf einem Manualwerk (C-d3: Principal 4’, Hohlpfeif 8’, Flaut 4’, Bordun D 16’, Gamba 8’, Quinte 3’, Superoctav 2’, Mixtur III 1’, Trompet B/D 8’).
Daneben existiert in Mömerzheim die Filialkirche „Unserer Lieben Frau von der Immerwährenden Hilfe“. Sie erhielt von Papst Leo XIII. am 4. Mai 1885 auf immer und für ewige Zeiten den Rang einer Wallfahrtskapelle und die damit verbundenen kirchlichen Segnungen.
Die im neugotischen Stil gebaute Kapelle beherbergt das Bildnis Unserer Lieben Frau und konnte 1886 eingeweiht werden. Seitdem ist das Kapellenfest in der Oktav vom 1. zum 2. Septembersonntag fester Bestandteil im kirchlichen Festkalender der Kirchengemeinde St. Martinus.
Im Anschluss an eine umfangreiche Renovierung steht die Kapelle seit 1995 wieder Gläubigen und allen Besuchern zur Verfügung. Die Kapelle hat nur eine einzige Glocke, die 1885 von Christian Claren, Sieglar aus Bronze gegossen wurde.

## Wirtschaft
Größtes Unternehmen am Ort ist die Firma Hündgen Entsorgungs GmbH & Co KG.

## Sport
In Ollheim existiert bereits seit 1912 ein Sportverein, der sich 1989 mit dem SC Straßfeld zur SG Ollheim/Straßfeld zusammengeschlossen hat. Zurzeit haben die beiden Stammvereine rund 400 Mitglieder, die aus den Orten der Umgebung kommen (Gemeinde Swisttal und auch Kreis Euskirchen). Die Spielgemeinschaft nimmt zurzeit mit drei Herrenmannschaften und zwei Damenmannschaften sowie zwölf Jugendmannschaften am Handballspielbetrieb teil. Die Spielgemeinschaft widmet sich allerdings nicht nur dem Handballsport. In den letzten Jahren ist auch die Abteilung Freizeit und Gesundheit stetig gewachsen. Eltern-und-Kind-Turnen, Kinderturnen, Abenteuersport, Aerobic, Walking, Fitnessgymnastik etc. bilden ein Angebot für alle Altersklassen, das auch von Nichtmitgliedern gerne angenommen wird.

## Vereine
Neben der SG Ollheim-Straßfeld ist besonders die Karnevalsgesellschaft „Olleme Bubbelsbröder“ zu erwähnen, die seit 1980 besteht und seitdem Sitzungen, Feste und den Karnevalszug am Karnevalsdienstag organisiert.
Des Weiteren existiert in Ollheim der „Ollheimer Angelverein Karpfenfreunde 1996“.